# Steal This Film
Pobierz film (ang. Steal This Film) – seria filmów dokumentalnych na temat walki z własnością intelektualną. Dotychczas powstały dwa filmy, obydwa rozpowszechniane nieodpłatnie za pomocą protokołu BitTorrent.
Część pierwsza, Steal This Film, nakręcona w Szwecji w 2006 roku, dotyczyła szwedzkiego środowiska piratów komputerowych (organizacje The Pirate Bay, Piratbyrån, Partia Piratów). Pięćdziesięciodwuminutowa wersja filmu została wyemitowana w Polsce na kanale Planete.
Wydana w 2007 roku część druga, Steal This Film II, poświęcona jest idei własności intelektualnych.
Twórcy serii pracują obecnie nad nowym projektem, Steal This Film: The Movie.